# 怖い日曜日〜新章〜
『怖い日曜日〜新章〜』（こわいにちようび　しんしょう）は、1999年10月3日から12月26日まで日本テレビ（CS★日テレでも放送）で放映されたテレビドラマシリーズ。全13回。前クールの「怖い日曜日」の続編にあたるが、毎回完結のオムニバス形式なので直接の承継関係はない。

## 概要
前番組「怖い日曜日」に引き続き、ジャニーズJr.が異界からの使者であるナビゲーターとして番組を進行し、再現ドラマもジャニーズJr.が演じるという趣向が凝らされていた。
視聴者の心霊体験を投稿してもらいオムニバス形式のドラマとして紹介するという形式をとっていたが、実際には木原浩勝、中山市朗らの実録怪談「新耳袋」シリーズ（メディアファクトリー/角川書店刊）を原作にしていた。
語り手自身が死ぬ話があり、結局誰が投稿したんだということになるのは本シリーズのご愛嬌である。
製作・撮影はオフィスクレッシェンドが携わっていた。
このシリーズは「怖い日曜日〜2000〜」と続く。

## ナビゲーター
番組を進行するジャニーズJr.は、生田斗真、山下智久、田中聖、佐藤崇の4名。

## 放送リスト
主として登場したジャニーズJr.のみ紹介する。

### 第1回
1999年10月3日放送
- 隣の女：今井翼
- 母さんの写真：長谷川純

### 第2回
1999年10月10日
- 警備員:上里亮太、梨本威温
- タクシーから聞いた話：田中聖

### 第3回
1999年10月17日放送
- ヒトデ：赤西仁
- 夢の中の友人:小場賢、梨本威温
- アフリカより：安田章大、丸山隆平

### 第4回
1999年10月24日放送
- 怨念：古屋暢一
- バイバイ：錦戸亮
- 声が聞きたい
- 投稿・恐怖の心霊写真

### 第5回
1999年10月31日放送
- 壁を叩く音：今井翼
- 桜の木:宮城俊太

### 第6回
1999年11月7日放送
- 「赤い目」さまよえる霊に出逢う、その時!?:梨本威温
- 恐怖の心霊写真
- 「おじいちゃんの輪ゴム」少年の心に残る“奇跡”の想い出:藁谷亮太、辰巳雄大

### 第7回
1999年11月14日放送
- 「ファインダー」事故現場に写るもの：萩原幸人
- 「声」先生が残した最後の想い 涙の贈り物:中江川力也、小場賢

### 第8回
1999年11月21日放送
- 「アイドル」自殺した歌手の霊：古屋暢一
- 「コピー」死者からの警告:宮城俊太
- 「ひとみちゃん」部屋に侵入してくる“もの”：今井翼

### 第9回
1999年11月28日放送
- 「孤独」留守番電話にこめられたメッセージ:今井翼
- ふたりぼっち:牧野紘二、上里亮太、小場賢

### 第10回
1999年12月5日放送
- 「死神」配達される“死”：島田直樹
- 「夢」黒マントの男の謎：中丸雄一、福田悠太

### 第11回
1999年12月12日放送
- 「家族」家の中に住む“もうひとり”:長谷川純、伊藤達哉、宮城俊太
- 「約束」タイムカプセルにこめられた“夢”:古屋暢一、小場賢、梨本威温

### 第12回
1999年12月19日放送
- 「八甲田山」襲いかかる足音の恐怖:今井翼、赤西仁
- 「廃校」 学校でおきる怪奇:小場賢

### 第13回（最終回）
1999年12月26日放送
- 「プレゼント」悲劇のクリスマスの結末：生田斗真
- 「ドッペルゲンガー」もうひとりの自分と出会う時…:山下智久、田中聖